# Anthophora atrata
Anthophora atrata är en biart som beskrevs av Cresson 1865. Anthophora atrata ingår i släktet pälsbin, och familjen långtungebin. Inga underarter finns listade i Catalogue of Life.